# Asénovtsi
Asénovtsi (búlgaro: Асѐновци) es un pueblo de Bulgaria perteneciente al municipio de Levski de la provincia de Pleven.
Se ubica a orillas del río Osam sobre la carretera 301, a medio camino entre Levski y Letnitsa, junto al límite con la provincia de Lovech.

## Demografía
En 2011 tenía 1336 habitantes, de los cuales el 46,03% eran étnicamente búlgaros, el 8,68% turcos y el 7,18% gitanos. El 35,55% de los habitantes no declararon su origen étnico en el censo.
En anteriores censos su población ha sido la siguiente:
| Gráfica de evolución demográfica de Asénovtsi entre 1934 y 2011 |
|                                                                 |